# Osinachi Ebere
Osinachi Christian Ebere (Abuja, 4 aprile 1998) è un calciatore nigeriano, attaccante del Nacional.

## Biografia
Nato ad Abuja, cominciò a giocare a calcio già a 4 anni. Tuttavia, a causa dell'assenza di strutture giovanili nel suo paese, conseguì la propria formazione calcistica a scuola.

## Caratteristiche tecniche
Dotato di un buon fisico, attaccante di piede destro, gioca nella posizione di punta centrale ma puà ricoprire anche altri ruoli come ala sinistra e ala destra. Sa calciare bene dal dischetto, la sua precisione di tiro gli permette di segnare anche dalla lunga distanza, all'occorrenza riesce a usare le sue abilità finalizzative anche con il sinistro pur non essendo il suo piede forte. Sa contribuire bene anche in difesa nelle azioni di contenimento, forte inoltre nell'uno-contro-uno essendo dotato di un buon dribbling.

## Carriera

### Club

#### Metropolitano e Maringá
Nel 2015 fu visionato dal Sint-Truiden, ma il passaggio al club belga non si concretizzò. Nel 2017 si trasferì in Argentina, dove si allenò con la squadra riserve del Rosario Central. Nel 2019 si trasferì in Brasile, dove si accasò prima allo Juventude, poi al Lajeadense sempre senza avere l'opportunità di esordire. Nel 2020 passò all'FC Cascavel, ma a causa della Pandemia di COVID-19 si ritrovò senza competizioni.
Nel 2021, con la maglia del Metropolitano, riuscì finalmente a debuttare nel campionato di calcio brasiliano. Realizza una rete battendo per 3-1 il Concórdia il 1º aprile 2021. Veste poi la maglia del Maringá dove segna una doppietta nella goleada che si è conclusa per 9-1 contro il Cascavel. 

#### Paraná e Pouso Alegre
Gioca nel 2021 con il Paraná, sigla un gol nel successo per 3-0 contro il Mirassol, riesce a mettere a segno una rete battendo per 2-1 il Criciúma, infine riesce a segnare un gol vincendo per 4-0 contro l'Oeste. Nel 2022, militando nel Pouso Alegre diventa il primo nigeriano a segnare un gol in Coppa del Brasile sconfiggendo per 2-0 il Paraná,

#### Vila Nova e Plaza Colonia
Gioca una solo partita con il Vila Nova, il 12 aprile 2022 in un match a reti inviolate contro il Grêmio Novorizontino; in seguito si trasferisce nel club uruguaiano del Plaza Colonia. Segna la sua prima rete nel pareggio per 1-1 contro il Boston River, realizza un gol per la prima volta in una vittoria sconfiggendo per 2-1 il Nacional, sigla una doppietta nel successo per 3-1 contro il Fenix.

#### Nacional
Milita nel Nacional dove, nella Coppa Libertadores segna il gol del 2-0 su rigore battendo il Puerto Cabello.

### Nazionale
Nel 2015, con la nazionale Under-17 nigeriana, vince il Mondiale di categoria, segnando una rete in semifinale battendo per 4-2 il Messico.

## Palmarès

### Club

#### Competizioni nazionali
- Supercopa Uruguaya: 1

Nacional: 2025

### Nazionale
- Campionato mondiale Under-17: 1

Cile 2015